# Blue Demon
Alejandro Muñoz Moreno (* 24. April 1922 in Rinconada, Nuevo León, Mexiko; † 16. Dezember 2000), besser bekannt unter seinem Ringnamen Blue Demon (Demonio Azul in Spanisch), war ein mexikanischer Luchador, Wrestler und Schauspieler.

## Karriere

### Anfänge
Moreno wurde von Rolando Vera trainiert und debütierte am 12. März 1948 bei einer Wrestlingshow in Laredo.

### Mexiko/World Wide Wrestling Federation
Moreno kehrte nach Mexiko zurück und trat das erste Mal in Mexiko-Stadt mit Maske als Blue Demon auf. Fortan trat er als Heel in ganz Mexiko auf. Zusammen mit The Black Shadow bildete Moreno das Tag Team Los Hermanos Shadow. Mit ihm gewann Moreno die Mexican National Tag Team Championship. Im Jahr 1953 gewann Moreno den NWA World Welterweight Titel von El Santo.
Im Jahr 1972 trat Moreno mehrfach bei der World Wide Wrestling Federation (heute World Wrestling Entertainment) auf.
Im Jahr 1988 beendete Moreno seine Karriere.

## Tod
Am 16. Dezember 2000 starb Moreno infolge eines Herzinfarkt. Moreno wurde mit seiner Maske begraben.

## Titel
- Consejo Mundial De Lucha Libre

- 1× Mexican National Tag Team Champion mit Black Shadow 
- 3× Mexican National Welterweight Champion
- 2× NWA World Welterweight Champion

## Filmografie
- 1964: Demonio Azul
- 1964: Blue Demon contra el poder satánico (Mit einem Cameo-Auftritt von El Santo)
- 1966: Blue Demon en la sombra del murciélago
- 1966: Blue Demon contra las aranas infernales
- 1966: Blue Demon contra cerebros infernales
- 1966: Blue Demon contra las diabólicas
- 1967: Blue Demon destructor de espías
- 1967: Blue Demon en pasaporte à la muerte
- 1968: Blue Demon contra las invasoras
- 1969: Santo contra Blue Demon en la Atlántida
- 1969: Santo el enmascarado de plata y Blue Demon contra los monstruos
- 1969: Santo y Blue Demon en "El Mundo de los Muertos"
- 1970: Los campeones justicieros
- 1970: Las momias de Guanajuato (gemeinsam mit El Santo und Mil Máscaras)
- 1971: Blue Demon y Zovek en "La invasión de los muertos"
- 1972: La noche de la muerte
- 1972: Blue Demon en la mafia amarilla
- 1972: Vuelven los campeones justicieros
- 1972: Santo und der blaue Dämon contra Dracula und Werwolf (Santo y Blue Demon contra Drácula y el Hombre Lobo)
- 1972: Santo y Blue Demon en "Las bestias del terror"
- 1973: El triunfo de los campeones justicieros
- 1973: Santo y Blue Demon contra el doctor Frankenstein
- 1974: "Blue Demon en "El hijo de Alma Grande"
- 1975: La mansion de las siete momias
- 1977: Misterio en las Bermudas (mit El Santo und Mil Máscaras)
- 1989: Blue Demon, el campeón (Dokumentation)